# Miller-Integrator
Der Miller-Integrator ist eine elektrische Schaltung zur Erzeugung linear ansteigender Signale. Die Schaltung kann als Sägezahngenerator, für Kippschwingungen, und als Dreieckgenerator eingesetzt werden. Eine Schaltung für Kippschwingungen, die auf dem Miller-Integrator basiert, ist das Miller-Transitron. Ein Integralregler in der Analogtechnik wird meistens mit einem Miller-Integrator realisiert.

## Schaltungsbeschreibung

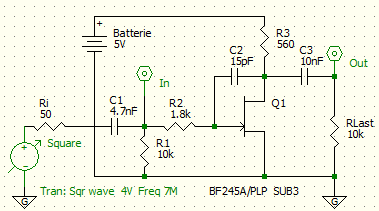
Schaltbild eines Miller-Integrators

Der Miller-Integrator besteht aus dem Ladewiderstand R2, dem Integrationskondensator C2 und dem JFET Q1. Am Eingang In liegt eine Rechteckspannung. Wechselt diese von negativer auf positive Spannung so wird C2 über R2 umgeladen. Der JFET Q1 linearisiert die Ladekurve. Immer wenn das Gate ein wenig positiver wird, wird der Drain ein wenig negativer. Die Spannung über den Kondensator C2 bleibt gleich und damit auch der Ladestrom. Für einen idealen Miller-Integrator ist der Eingangswiderstand des Verstärkers und die Verstärkung unendlich. Ein Operationsverstärker erfüllt diese Bedingungen bei Niederfrequenz sehr gut, für höherfrequente Anwendungen eignet sich ein JFET.
Zwischen Basis und Kollektor eines Bipolartransistors oder zwischen Gate und Drain eines FET liegt eine interne Kapazität. Der Kapazitätswert reicht von einigen Femtofarad bei MOSFET Tetroden, über einige Picofarad bei Kleinleistungs-Transistoren bis zu einigen Nanofarad bei Leistungs-MOSFET. Der Millereffekt beschreibt die Auswirkung dieser internen Kapazität.